# Завод азотних добрив у Арзу (Fertial)
Завод азотних добрив у Арзу (Fertial) — підприємство хімічної промисловості, яке працює на північному заході Алжиру.
У 1969-му на майданчику заводу стала до ладу установка з виробництва аміаку потужністю 272 тисяч тонн на рік, сировиною для якої став природний газ, що надходить по газотранспортному коридору Хассі-Р'Мель – Арзу. Далі аміак використовували лінії азотної кислоти (річна потужність 132 тисячі тонн), аміачної селітри (55 тисяч тонн) та сечовини (61 тисяча тонн). Також можливо відзначити, що в першій половині 1970-х на сході Алжиру відкрився належний тому ж власнику завод у Аннабі, який для продукування комплексних добрив потребував аміак, проте отримав його власне виробництво лише в 1987-му.
У 1981-му запустили другу установку аміаку добовою потужністю 1000 тонн (річний показник визначили як 330 тисяч тонн), при цьому потужність по азотній кислоті збільшили на 240 тисяч тонн на рік та додали дві лінії аміачної селітри загальною потужністю 200 тисяч тонн на рік.
Станом на 1991 рік річна потужність майданчику рахувалась як 660 тисяч тонн аміаку (перша лінія була на початку 1980-х модернізована до показника у 1000 тонн), 395 тисяч тонн азотної кислоти, 495 тисяч тонн аміачної селітри та 132 тисячі тонн сечовини (втім, при запуску в 2004-му заводу сечовини компанії Fertalge зазначалось, що це єдине виробництво такого продукту в Алжирі).
Завод спорудила алжирська державна нафтогазова компанія Sonatrach. З 1984-го він належав дочірній структурі Fertilizer Entreprise Nationale des Engrais (Asmidal), а в 2005-му перейшов до Fertial — спільного підприємства з іспанською Villar Mir. Остання забезпечила інвестиції у відновлення та модернізацію обладнання, що дозволило істотно збільшити обсяги виробництва, так, якщо в 2006—2008 роках на майданчику щорічно продукували 300—350 тисяч тонн аміаку, то в 2010-му виробили 462 тисячі тонн та очікували в 2012-му перевищити показник у 500 тисяч тонн.